# Rodolfo Puttar
Rodolfo Puttar (Trieste, 21 dicembre 1910 – 25 aprile 1964) è stato un calciatore italiano, di ruolo ala.

## Carriera
Giocò in Serie A con la maglia della Triestina ed in Serie B con la Catanzarese.

## Palmarès

### Club

#### Competizioni nazionali
- Prima Divisione: 1

Catanzarese: 1932-1933